# جائزة نيوانو للسلام
تُمنح جائزة نيوانو للسلام لتكريم وتشجيع أولئك الذين يكرسون أنفسهم للتعاون بين الأديان في قضية السلام والتعريف بإنجازاتهم. وتأمل مؤسستها في أن تزيد الجائزة من تعزيز التعاون بين الأديان من أجل السلام وأن تؤدي إلى ظهور المزيد من الناس الذين يكرسون أنفسهم لهذه القضية.
تُمنح الجائزة سنويًا وتتكون من شهادة وميدالية ذهبية و20 مليون ين (حوالي 180 ألف دولار أمريكي). لجنة الفرز، التي تقرر الفائزين، تتكون من زعماء دينيين ذوي مكانة دولية. يختارون المتلقي من المرشحين الذين تم ترشيحهم من قبل القادة الدينيين وغيرهم من ذوي المكانة الفكرية حول العالم.
تأسست مؤسسة نيوانو للسلام التي تتخذ من طوكيو مقراً لها على يد المواطن الياباني نيكيو نيوانو، مؤسس المنظمة البوذية العلمانية ريشو كوسي كاي؛ كان أحد المراقبين القلائل غير المسيحيين في المجمع الفاتيكاني الثاني. ابنه، نيكيكو نيوانو، هو خليفته كرئيس للحركة المكرسة للحوار بين الأديان.

## الفائزون
1983: هيلدر كامارا، البرازيل
1984: هومر أ. جاك، الولايات المتحدة الأمريكية
1985: تشاو بوتشو، الصين
1986: فيليب بوتر، دومينيكا
1987: مؤتمر العالم الإسلامي، باكستان
1988: لم تمنح
1989: إيتاي يامادا، اليابان
1990: نورمان كوزينز، الولايات المتحدة الأمريكية
1991: د. هيلديجارد جوس ماير، النمسا
1992: أرياراتني، سريلانكا
1993: نيفي شالوم / واحة السلام، إسرائيل
1994: الكاردينال باولو إيفاريستو آرنز، رئيس أساقفة ساو باولو، البرازيل
1995: م. أرام، الهند
1996: ماري هاسيغاوا، الولايات المتحدة الأمريكية
1997: مجتمع كوريميلا، أيرلندا الشمالية
1998: مها غوسناندا، كمبوديا
1999: مجتمع سانت إيجيديو، إيطاليا
2000: د. كانغ وون يونغ، كوريا
2001: إلياس شقور، أسقف الكنيسة الملكيين الكاثوليكية في إسرائيل
2002: صمويل رويز غارسيا، المطران الفخري لسان كريستوبال دي لاس كاساس، المكسيك
2003: الدكتورة سيلا إلورثي، المملكة المتحدة
2004: مبادرة السلام للزعماء الدينيين الأشولي (ARLPI)، أوغندا
2005: الدكتور هانز كونغ، سويسرا
2006: حاخامات من أجل حقوق الإنسان، إسرائيل
2007: ماستر تشينج ين، مؤسس تزو شي، مؤسسة إغاثة الرحمة البوذية، تزو تشي، تايوان
2008: الأمير الحسن بن طلال، الأردن
2009: القس كانون جدعون بياموجيشا، أوغندا
2010: إيلا بهات، الهند
2011: سولاك سيفاراكسا، تايلاند
2012: روزالينا تويوك، غواتيمالا
2013: غونار ستالسيت، النرويج  
2014: دينا ميريام، الولايات المتحدة الأمريكية
2015: القس إستر إيبانغا، نيجيريا
2016: مركز بناء السلام والمصالحة (CPBR)، سريلانكا 
2017: منيب يونان، فلسطين 
2018: مؤسسة أديان، لبنان
2019: جون بول ليديراخ، الولايات المتحدة الأمريكية
2020: فين بومنيون سونيم، كوريا الجنوبية

## روابط خارجية
- جائزة نيوانو للسلام